# Alfredo Hernández
Alfredo Rafael Hernández García (ur. 18 czerwca 1935) – meksykański piłkarz występujący na pozycji pomocnika.

## Kariera klubowa
W swojej karierze Hernández występował w zespołach Club León oraz CF Monterrey. Wraz z León zdobył mistrzostwo Meksyku (1956), a także Puchar Meksyku (1958).

## Kariera reprezentacyjna
W reprezentacji Meksyku Hernández grał w latach 1958-1962. W 1958 roku został powołany do kadry na mistrzostwa świata. Zagrał na nich w meczu ze Szwecją (0:3), a Meksyk odpadł z turnieju po fazie grupowej.
W 1962 roku ponownie znalazł się w drużynie na mistrzostwa świata. Wystąpił na nich w spotkaniu ze Związkiem Radzieckim (3:1), a Meksyk ponownie zakończył turniej na fazie grupowej.